# آشیانه (فیلم ۱۳۷۲)
آشیانه فیلمی به کارگردانی اسماعیل براری و نویسندگی داوود حسینی، علی‌اکبر قاضی‌نظام ساختهٔ سال ۱۳۷۲ است.

## بازیگران
- ابوالقاسم پورستار
- عزت اله رمضانی فر
- زهره سرمدی
- نرسی کرکیا